# Kawassersee
Kawassersee är en sjö i Österrike.   Den ligger i förbundslandet Salzburg, i den centrala delen av landet, 260 km sydväst om huvudstaden Wien. Kawassersee ligger 2 034 meter över havet.
Trakten runt Kawassersee består i huvudsak av gräsmarker. Runt Kawassersee är det ganska glesbefolkat, med 28 invånare per kvadratkilometer.